# Christian Frommert (Historiker)
Christian Frommert (* Februar 1957 in Bradford; † vor dem oder am 7. Februar 2021 in Neuss) war ein deutscher Archivar und Kunsthistoriker. In Neuss fungierte er seit 2011 als Leiter des Schützenarchivs beim Rheinischen Schützenmuseum und war durch seine Veröffentlichungen, Vorträge und Führungen zur Neusser Geschichte in der Neusser Kulturszene eine feste Größe.

## Leben
Frommert wurde in Bradford geboren und wuchs in Kleinenbroich auf. Er studierte Kunstgeschichte, Germanistik und Philosophie und beschloss seine Studien mit einer Promotion zum schweizerisch-englischen Maler Johann Heinrich Füssli und zum englischen Maler und Dichter William Blake unter dem Titel „Heros und Apokalypse. Zum Erhabenen in Werken Johann Heinrich Füsslis und William Blakes“ 1993 an der RWTH Aachen ab, die für die Veröffentlichung angepasst 1996 im Verlag der Augustinus-Buchhandlung im Druck erschien.
Eine wichtige Station seines Schaffens war seine Arbeit in Neuss, wo er ab 2011 als Leiter des Schützenarchivs beim Rheinischen Schützenmuseum, dem Joseph-Lange Schützenarchiv, und fest in der Neusser Kulturlandschaft verwoben wichtige Impulse setzte und mit vielen Veröffentlichungen zur Kunst-, Kultur- und Stadtgeschichte von Neuss und seinem Umland aktiv war.
Nachfolgerin als neue Leiterin für das Schützenarchiv wurde ab Februar 2022 Malaika Winzheim.

## Veröffentlichungen (Auswahl)
- Heros und Apokalypse. Zum Erhabenen in Werken Johann Heinrich Füsslis und William Blakes. Aachen: Verlag der Augustinus-Buchhandlung 1996 (zugl. Aachen, Techn. Hochschul., veränd. Diss., 1993).

- Das Neusser Lukaskrankenhaus. Neuss: Städtische Kliniken 2005.

- Rundgang durch das mittelalterliche Neuss: Vereinigung der Heimatfreunde ²2008.

- Neuss. Aachen: Vereinigung der Heimatfreunde 2009.

- Frisch vom Land. Korschenbroich: Privatbrauerei Bolten 2016.